# Santa Croce (sestiere di Venezia)
Santa Croce (Santa Cróxe in veneto) è un sestiere di Venezia.
Nel 2015 il sestiere di Santa Croce contava 5 068 abitanti.

## Geografia
Il sestiere di Santa Croce confina a sud e ad est con il sestiere di San Polo, avendo come limiti il rio di San Stae, il rio Marin e la prima parte del rio della Frescada, fino alla parrocchia di San Pantalon.
A sud confina con il sestiere di Dorsoduro a corte Gallo e corte Barbo. A nord è delimitato dal Canal Grande ed è collegato a Cannaregio tramite il ponte degli Scalzi e il ponte della Costituzione.
Se si esclude l'area del Tronchetto, di origini recenti, il sestiere risulta essere il meno esteso della città.

## Storia
Il sestiere deve il suo nome alla chiesa di Santa Croce, importante luogo di culto demolito dopo le soppressioni di Napoleone.
Come parte di San Polo, questo sestiere apparteneva anticamente alla zona detta Luprio, dove avevano sede numerose saline.
È il sestiere che nel corso del XX secolo più degli altri ha subito l'impatto del collegamento viario tra Venezia e la terraferma, prima con la realizzazione della Stazione Marittima e poi con la creazione dell'area di Piazzale Roma, l'apertura del Rio Novo e la costruzione del parcheggio-isola artificiale del Tronchetto, conseguenze dirette della costruzione del ponte automobilistico della Libertà nel 1933 (all'epoca Ponte Littorio), che hanno trasformato la parte nord del sestiere nel terminal automobilistico e dei bus nella città lagunare. Assieme a una parte di Dorsoduro, nella parrocchia di Santa Marta, è l'unico sestiere di Venezia in cui esiste una piccola zona dove poter circolare con degli automezzi, sia pure in modo molto limitato.

## Monumenti e luoghi di interesse

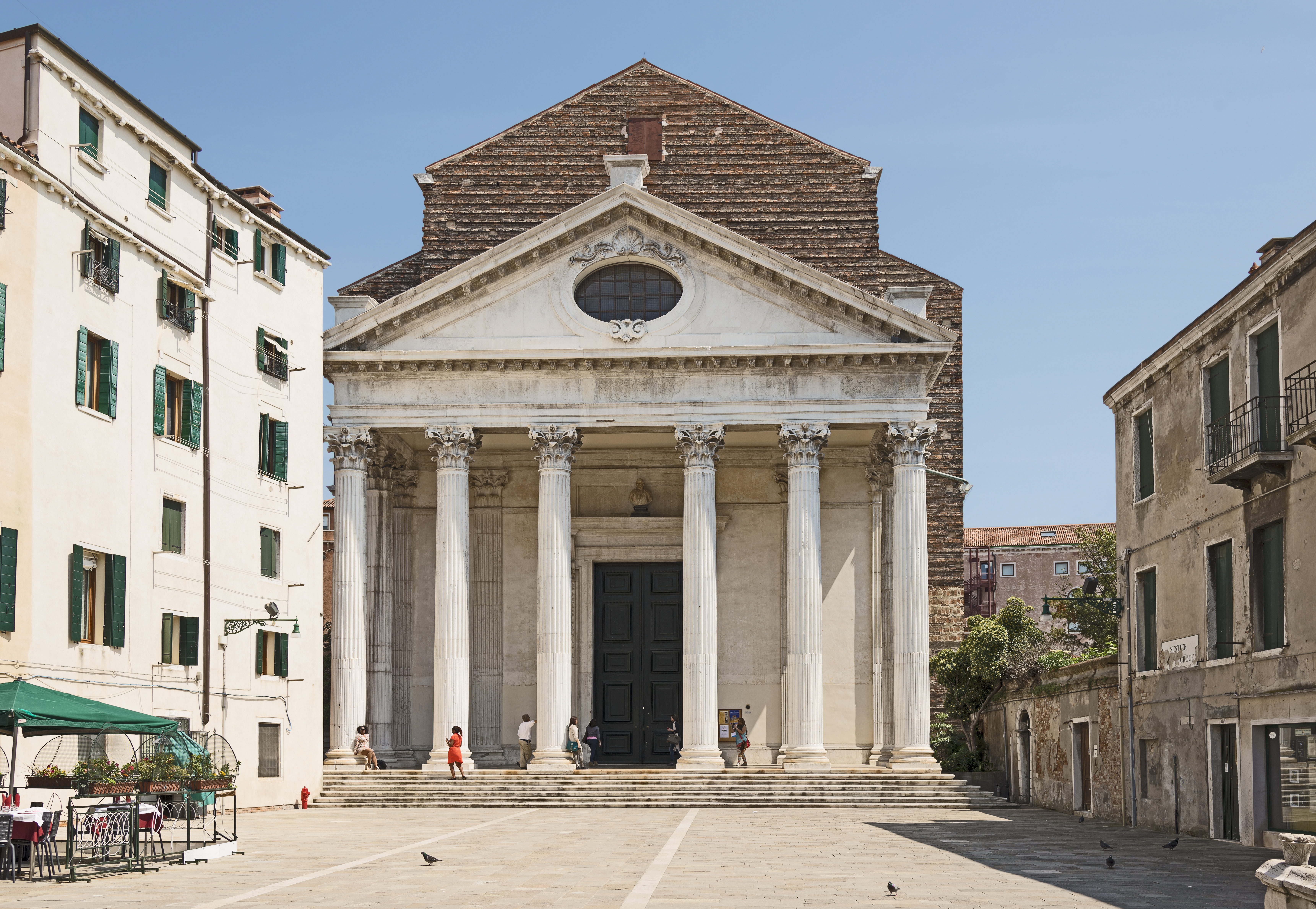
Chiesa di San Nicola da Tolentino
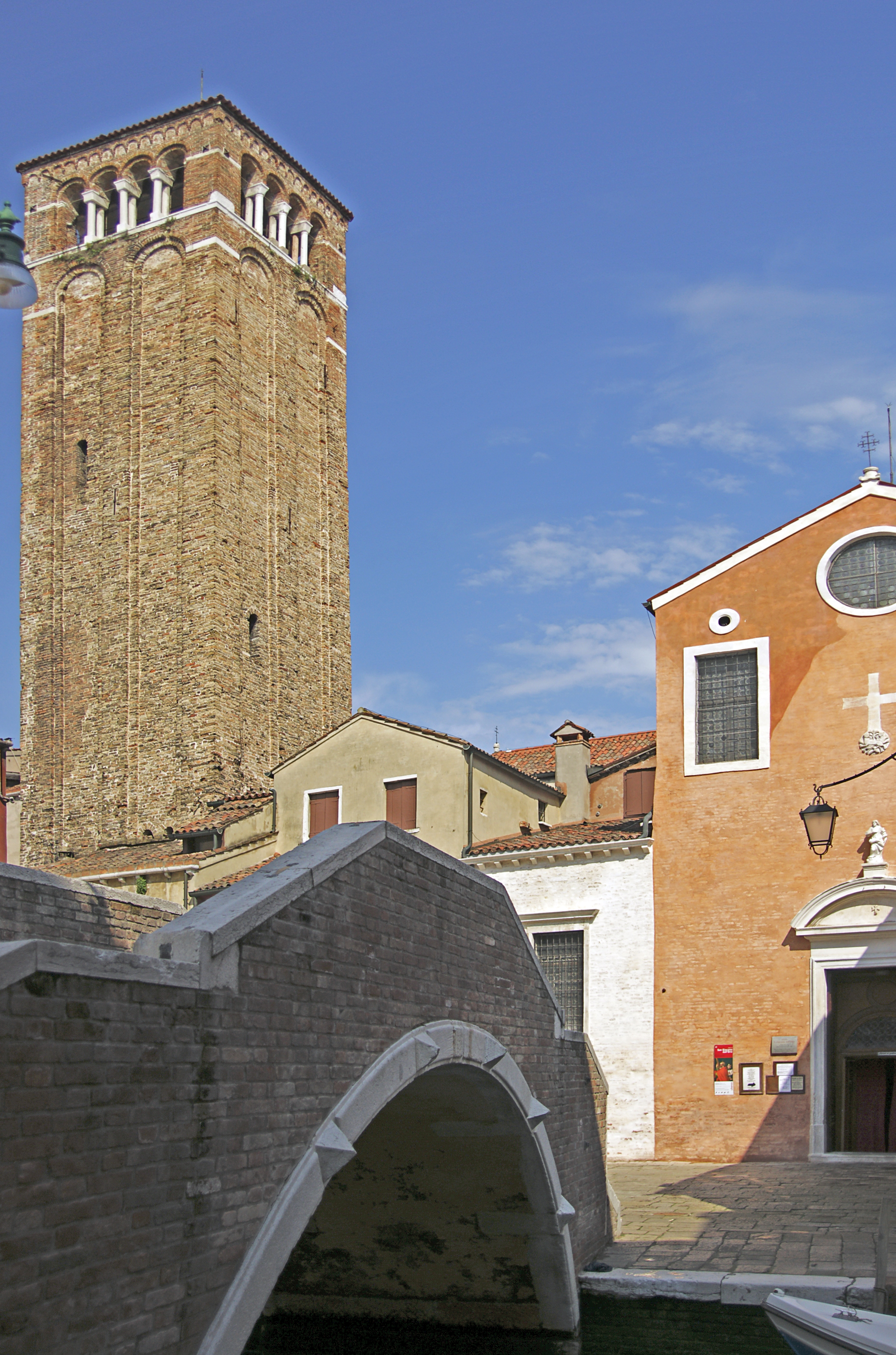
Chiesa di San Giacomo dall'Orio
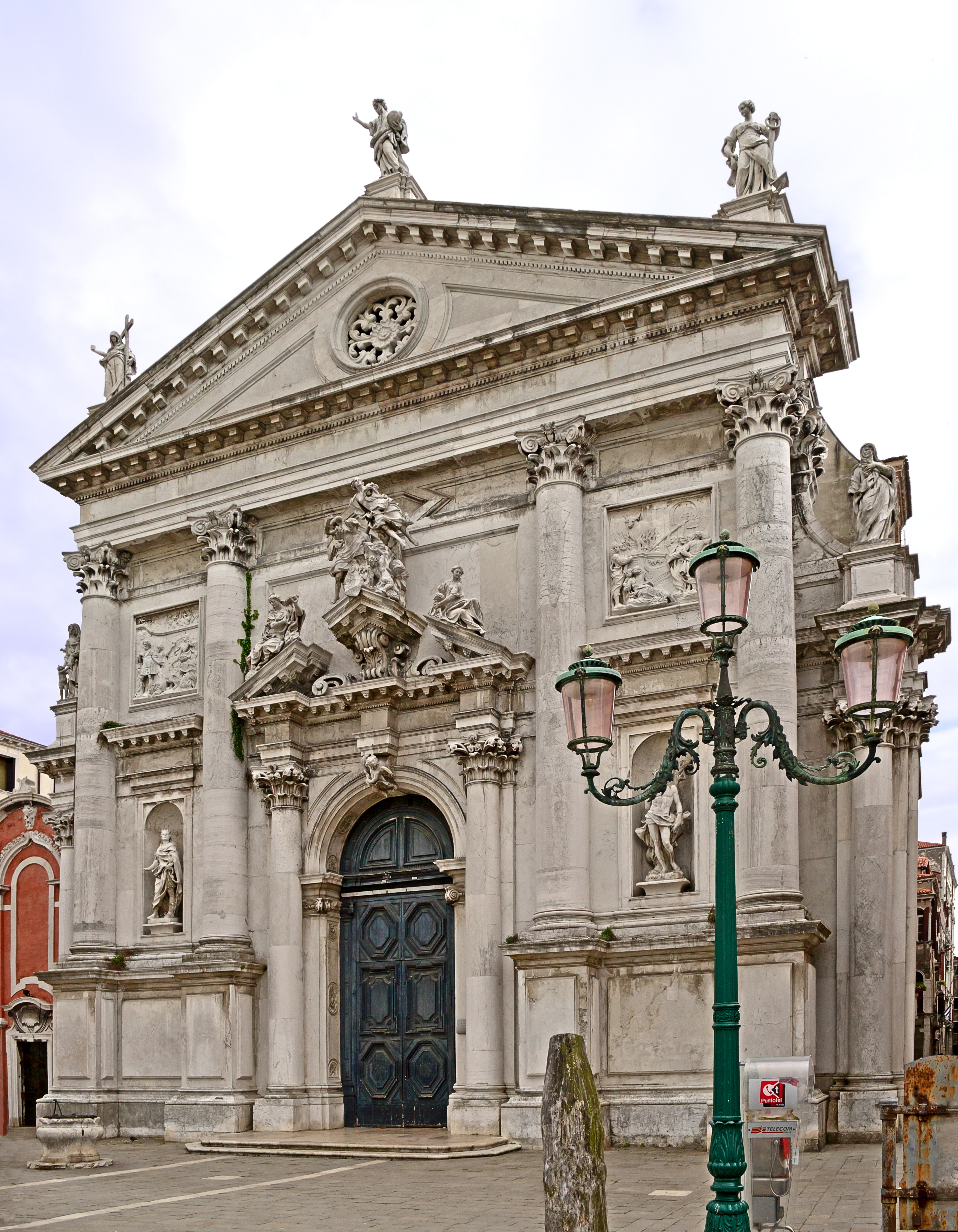
Chiesa di San Stae
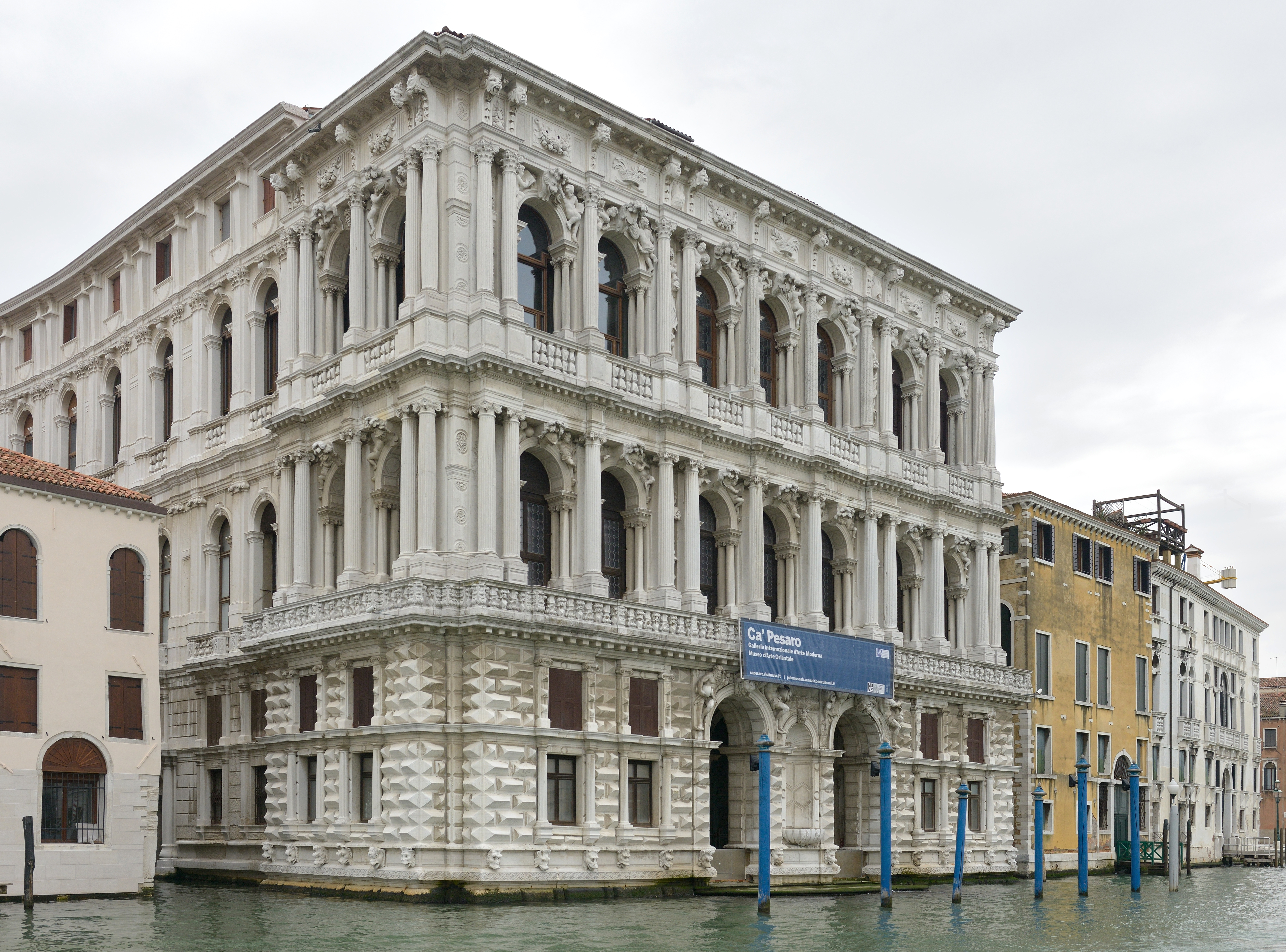
Ca' Pesaro
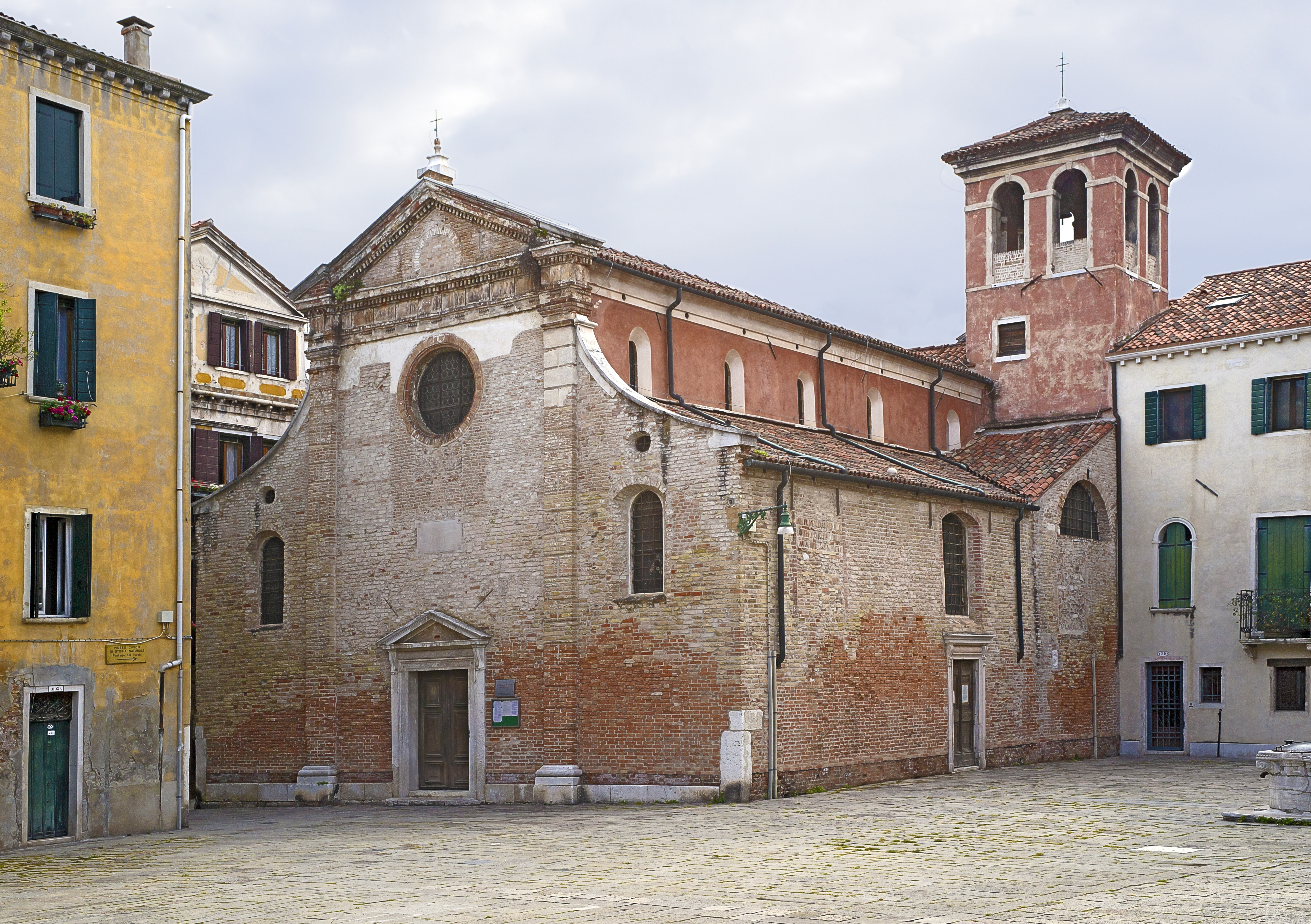
Chiesa di San Zan Degolà
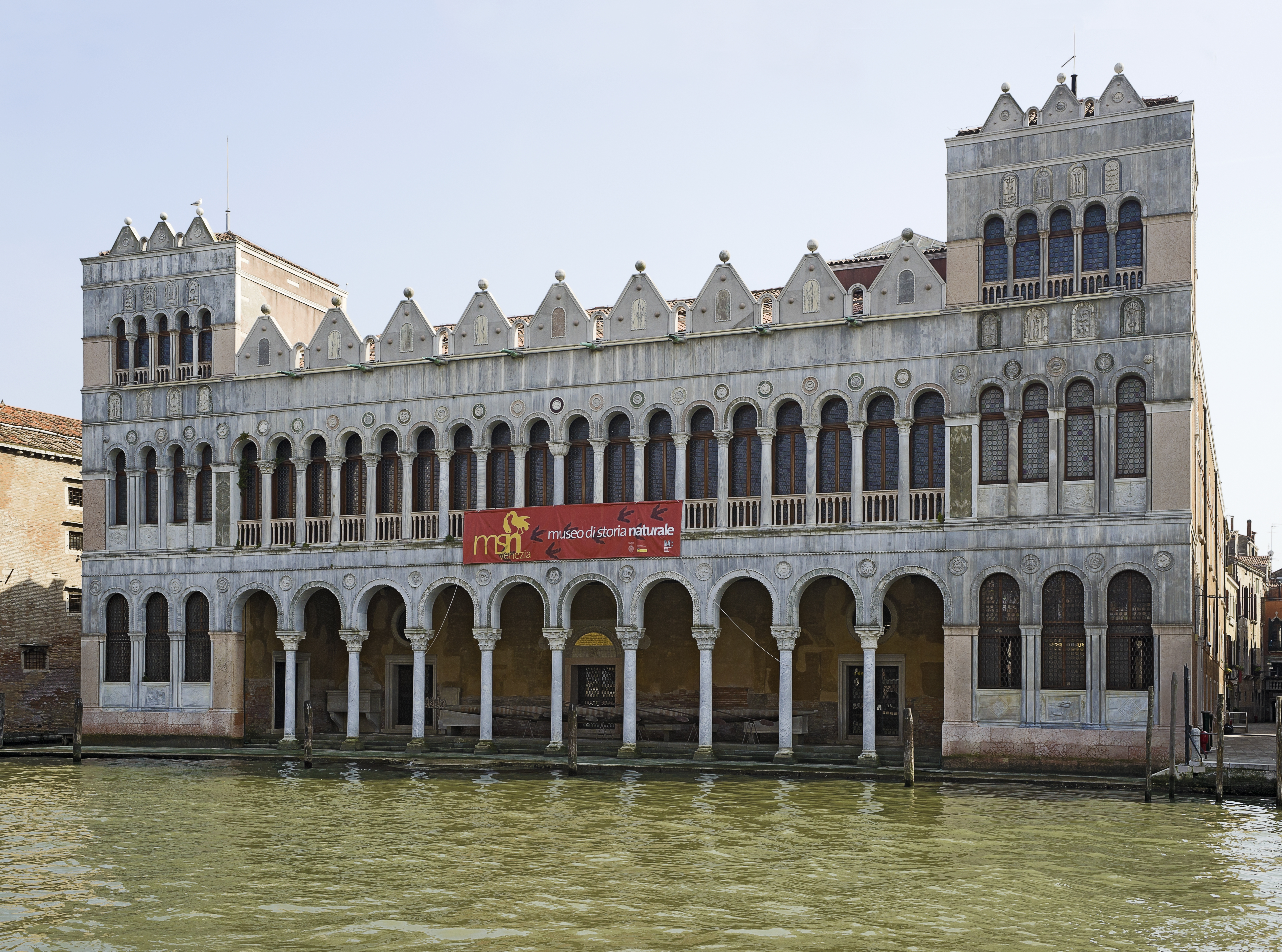
Il Fontego dei Turchi, sede del Museo civico di storia naturale
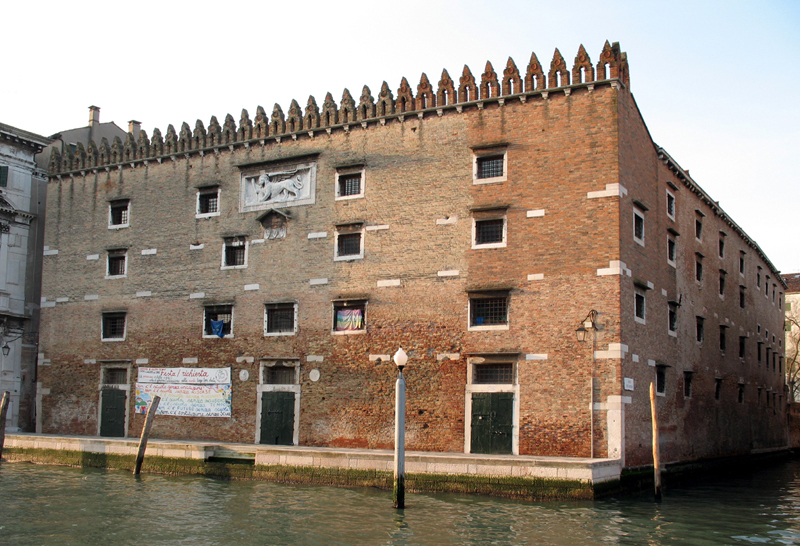
Fontego del Mégio
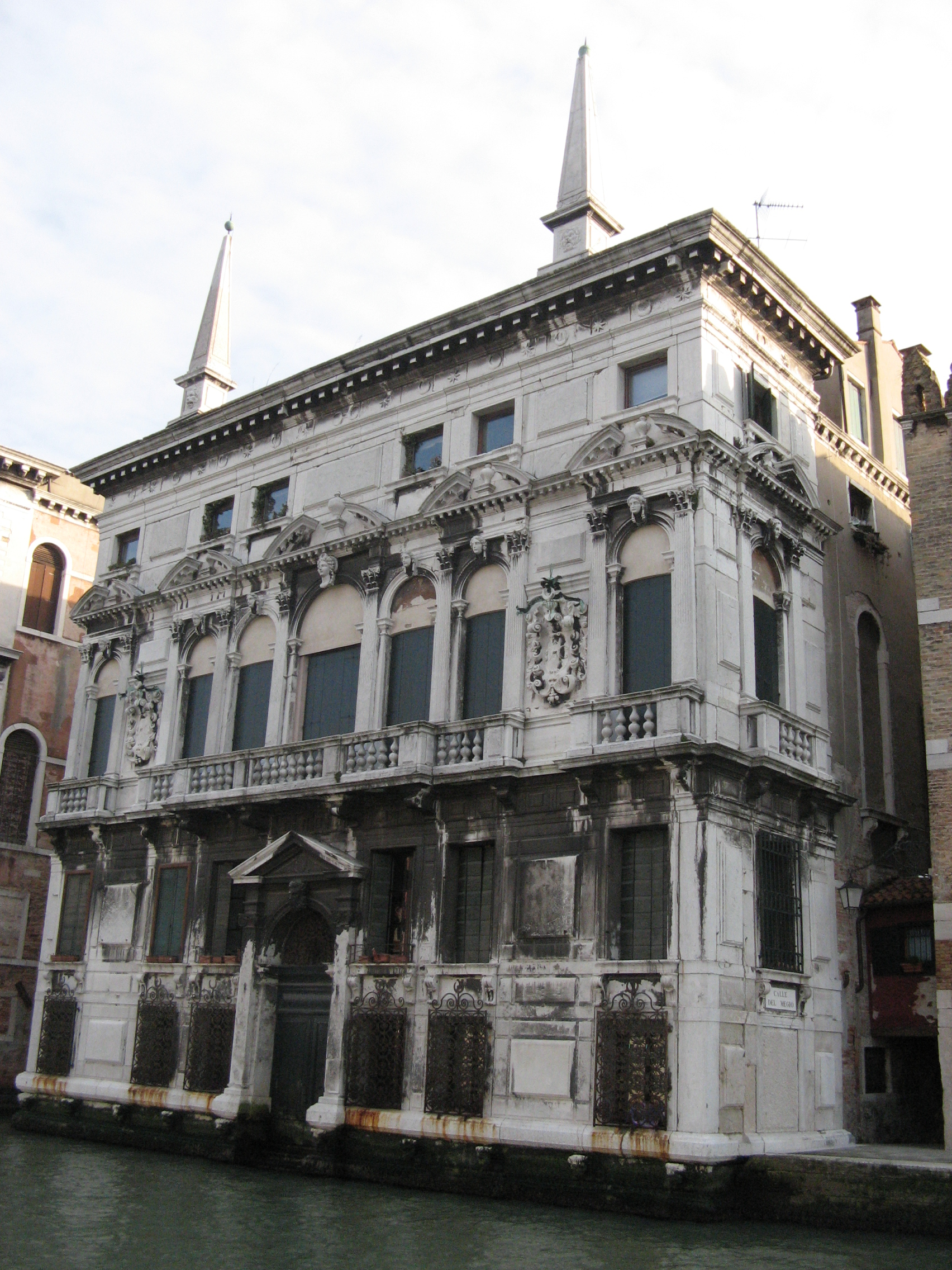
Palazzo Belloni Battagia

Il sestiere si caratterizza per le viuzze strette intervallate da pochi campi.
Tra le chiese, sono degne di nota San Giacomo dell'Orio, San Stae e il tempio di San Nicola da Tolentino. Da ricordare anche le due chiese di San Simeone: quella di San Simeon Grando intitolata a Simeone Profeta, l'altra, San Simeon Piccolo, dedicata ai santi Simone il Cananeo e Giuda Taddeo. Gli aggettivi usati per distinguerle si riferivano alla dimensione degli edifici prima dei lavori di ampliamento di San Simeon Piccolo nel Settecento, e sono tuttora utilizzati nonostante la chiesa di San Simeon Grando sia oggi molto più piccola rispetto all'altra.
Gli edifici civili di maggior pregio si trovano lungo il Canal Grande. Tra questi spicca per importanza Ca' Pesaro, che è sede del Museo d'arte orientale e della Galleria internazionale di arte moderna dove sono esposte opere significative di grandi autori, tra i quali Gustav Klimt, Vasilij Kandinskij e Matisse.
Il Fontego dei Turchi era il magazzino in cui i mercanti ottomani potevano scaricare la loro merce a Venezia. Ora è la sede del Museo di storia naturale, dove si possono ammirare anche due scheletri completi di dinosauro trovati durante una spedizione scientifica finanziata dall'imprenditore veneziano Giancarlo Ligabue.